# Luise Fleck
Luise Fleck (Wenen, 1 augustus 1873 - aldaar, 15 maart 1950), ook bekend als Louise/Luise Veltée, Louise/Luise Kolm, Louise/Luise Fleck, was een Oostenrijkse filmpionier, regisseur en producent.

## Leven en carrière
Luise Veltée werd geboren in Wenen als dochter van Louis Veltée, eigenaar van het Weense stadspanopticon. Zij stammen af van een familie uit Lyon, die zich in het begin van de 19e eeuw in Oostenrijk had gevestigd. Haar broer Claudius Veltée werd ook later bekend als filmregisseur.
In haar jeugd hielp Luise haar vader in zijn bedrijf door achter de kassa te werken.
Ze trouwde met de Oostenrijkse fotograaf en filmpionier Anton Kolm en vanaf 1908 regisseerde ze films.
Luise en Anton Kolm, Jakob Fleck en Claudius Veltée (Luises broer) richtten in 1911 (of 1908?) de eerste Austro-Hongaarse filmmaatschappij, "Wiener Kunstfilm", op. Luise was betrokken bij alle fases van filmmaken, van productie tot labowerk. In 1919 richtte het echtpaar Kolms en Fleck "Vita-Film" in Wenen en ook "Wien-Film". In 1924, twee jaar na de dood van Anton Kolm, trouwde Luise Kolm met Jakob Fleck. Ze verhuisden naar Duitsland en vanaf 1926 werkten ze in Berlin, o.a. voor Liddy Hegewald en de Ufa. Na hun terugkeer naar Wenen in 1933 maakten ze samen met haar zoon Walter Kolm-Veltée films voor Hegewald-Film in Oostenrijk en Praag.
In januari 1910 richtte zij samen met haar eerste echtgenoot, Anton Kolm, cameraman Jacob Fleck en haar broer Claudius, de "Erste österreichische Kinofilms-Industrie" op, het eerste belangrijke filmproductiebedrijf in Oostenrijk. Een jaar later werd het bedrijf omgedoopt tot "Österreichisch-Ungarische Kinoindustrie" en later, eind 1911, omgedoopt tot "Wiener Kunstfilm-Industrie".
- Bibliothèque nationale de France: cb14679280d (data)
- Gemeinsame Normdatei: 1011893967
- International Standard Name Identifier: 0000 0001 1950 0222
- Library of Congress Control Number: nr00035592
- Nationale Bibliotheek van Israël: 987011001471305171
- Nationale Bibliotheek van Polen: a0000003651708
- Virtual International Authority File: 54409862
- WorldCat: E39PBJxMjp8Q63bk87pYggMQMP